# Zeuneria
Zeuneria is een geslacht van rechtvleugeligen uit de familie sabelsprinkhanen (Tettigoniidae). De wetenschappelijke naam van dit geslacht is voor het eerst geldig gepubliceerd in 1889 door Karsch.

## Soorten
Het geslacht Zeuneria omvat de volgende soorten:
- Zeuneria biramosa Sjöstedt, 1929
- Zeuneria centralis Rehn, 1914
- Zeuneria longicercus Sjöstedt, 1929
- Zeuneria melanopeza Karsch, 1889